# World on Fire
Pour l’article homonyme, voir World on Fire (série télévisée).
Albums de Slash
Apocalyptic Love
(2012) Living the Dream
(2018)
Singles
1. World on Fire
Sortie : 16 juin 2014

World on Fire est le troisième album studio du guitariste Slash (ex-Velvet Revolver, ex-Guns N'Roses, ex-Slash's Snakepit) et le second sous le nom de groupe Slash featuring Myles Kennedy & The Conspirators. Slash est accompagné par Myles Kennedy au chant (chanteur d'Alter Bridge), Todd Kerns à la basse, Brent Fitz à la batterie. Contrairement aux deux albums précédents (Slash et Apocalyptic Love), il est produit par Michael Baskette. L'album World on Fire est publié le 15 septembre 2014 en Europe et le 16 septembre 2014 aux États-Unis.

## Histoire et enregistrement

### Histoire
Alors que débute la tournée mondiale qui suit la sortie de l'album Apocalyptic Love en 2012, Slash évoque déjà la possibilité d'un nouvel effort avec les Conspirators.
Slash découvre le producteur Michael Baskette en écoutant l'album d'Alter Bridge Fortress. Conseillé par Myles Kennedy, Slash le contacte et s'aperçoit qu'ils partagent une passion commune: l'enregistrement en analogique. Eric Valentine (producteur des albums Apocalyptic Love et Slash) n'est pas disponible pour produire le nouvel album, ce qui motive le guitariste à choisir Michael Baskette comme nouveau producteur.
La plupart des idées initiales sont écrites sur la route (World on Fire, Wicked Stone, Iris of the Storm), mais certaines ébauches de riffs proviennent d'anciennes sessions de la période Apocalyptic Love (Too Far Gone, Shadow Life, Dirty Girl). Quelques titres comme Automatic Overdrive ou Stone Blind sont ce que Slash appelle des «couch songs» («chansons de canapé»), écrites chez lui, dans des loges ou des chambres d'hôtels.

### Enregistrement
À partir d'octobre 2013 le groupe commence les séances de pré-production de l'album. Slash, le bassiste Todd Kerns et le batteur Brent Fitz se réunissent pour mettre en relief les compositions, riffs et idées stockées par Slash les mois précédents sur son téléphone. Les trois musiciens répètent en boucle les titres en les retravaillant jusqu'à obtenir un résultat satisfaisant pouvant déboucher sur une chanson. La base des dix-sept morceaux de l'album est ainsi écrite en seulement six jours. Slash s'avoue même «assez époustouflé» par cette rapidité d'écriture.
La première partie des enregistrements se déroule aux NRG Studios d'Hollywood en février 2014. Les pistes de batterie et de basse sont respectivement terminées en six et cinq jours. Les guitares sont ensuite enregistrées au studio Barbarosa du producteur Elvis Baskette à Orlando (Floride) entre le 3 et le 23 mars. Contrairement à l'album précédent, Myles Kennedy n'enregistre pas les guitares rythmiques car il est occupé avec son groupe Alter Bridge et préfère se focaliser sur l'écriture des paroles. C'est donc Slash qui joue toutes les pistes de guitares, solos et rythmiques. Le chant de Myles Kennedy est enregistré entre le 19 mars et le 3 avril. Les chœurs de Todd Kerns, terminés le 4 avril, clôturent la phase d'enregistrement de l'album.
Tout l'album est enregistré sur des bandes analogiques. Le studio Barbarosa d'Elvis Baskette est par ailleurs équipé d'une console Neve 8048 vintage de 1974, couplée avec une machine à bandes Studer A27.

## Liste des chansons
Tous les morceaux sont écrits et composés par Slash et Myles Kennedy, à l'exception de Shadow life (Slash, Myles Kennedy, Todd Kerns) et Safari Inn (Slash uniquement).

### Titres
| No  | Titre                  | Durée |
| --- | ---------------------- | ----- |
| 1.  | World on Fire          | 4:30  |
| 2.  | Shadow Life            | 4:00  |
| 3.  | Automatic Overdrive    | 3:35  |
| 4.  | Wicked Stone           | 5:27  |
| 5.  | 30 Years to Life       | 5:08  |
| 6.  | Bent to Fly            | 4:56  |
| 7.  | Stone Blind            | 3:49  |
| 8.  | Too Far Gone           | 4:07  |
| 9.  | Beneath the Savage Sun | 5:48  |
| 10. | Withered Delilah       | 3:10  |
| 11. | Battleground           | 6:59  |
| 12. | Dirty Girl             | 4:14  |
| 13. | Iris of the Storm      | 4:00  |
| 14. | Avalon                 | 3:00  |
| 15. | The Dissident          | 4:26  |
| 16. | Safari Inn             | 3:26  |
| 17. | The Unholy             | 6:48  |

### Titres bonus
World on Fire ne présente aucun titre bonus, Slash ayant décidé de sortir un album unique de 17 titres afin d'éviter les multiples éditions.

### Singles et clips extraits de l'album
World on Fire est l'unique titre de l'album sorti officiellement en single (16 juin 2014). Son premier passage en radio est le 13 juin 2014. Il s'accompagne d'un clip (lyric video) sorti le 17 juin 2014, dirigé par Laban Pheidias et tourné avec l'actrice Aiden Ashley à Los Angeles. Slash fait une courte apparition à la fin de la vidéo.
Bien qu'ils ne soient pas considérés comme des singles, certains titres sont disponibles sur des plateformes de téléchargement comme iTunes avant la sortie officielle de l'album:
- Bent to Fly (Exclusivité iTunes Australie - 1er juillet 2014)
- 30 Years to Life (Exclusivité iTunes US - 19 août 2014)
- Safari Inn (Exclusivité iTunes US - 2 septembre 2014)

## Musiciens
Musiciens
- Slash - Guitare solo, guitares rythmiques
- Myles Kennedy - Chant
- Todd Kerns - Basse, chœurs
- Brent Fitz - Batterie, percussions

Personnel additionnel
- Michael "Elvis" Baskette - Production, mixage
- Ted Jensen - Mastering
- Jef Moll - Ingénieur du son
- Kris Giddens - Assistant NRG studio
- Kevin Thomas - Assistant ingénieur Studio Barbarosa
- Jared Lucas - Assistant ingénieur Studio Barbarosa
- Travis Shinn - Photos booklet
- Ron English – Pochette
- Frank Maddocks - Design et direction artistique

## Historique des sorties
| Pays            | Date              |
| --------------- | ----------------- |
| Japon           | 10 septembre 2014 |
| Malaisie        | 11 septembre 2014 |
| Australie       | 11 septembre 2014 |
| Mexique         | 12 septembre 2014 |
| Europe          | 15 septembre 2014 |
| États-Unis      | 16 septembre 2014 |
| Canada          | 16 septembre 2014 |
| Amérique du Sud | 16 septembre 2014 |

## Réception
World on Fire est d'une manière générale très bien accueilli par les critiques et les fans. L'album obtient par ailleurs une moyenne de 7,8 sur 10 sur l'ensemble des critiques.
| Critiques             | Note           |
| --------------------- | -------------- |
| AllMusic              | 3/5 étoiles    |
| Metal Hammer          | 8/10 étoiles   |
| Kerrang               | 3/5 étoiles    |
| Digital Journal       | Favorable      |
| ACBlogReview          | 8/10 étoiles   |
| AltSounds             | 8,9/10 étoiles |
| Stereoboard           | 4/5 étoiles    |
| La Grosse Radio Métal | 8/10 étoiles   |
| Ultimate Guitar       | 7,9/10 étoiles |
| RockRevolt Magazine   | 4,5/5 étoiles  |
| Loudwire              | Favorable      |
| Radio Métal           | Favorable      |

## Classement des ventes
L'album s'est vendu à environ 29 000 exemplaires la première semaine aux États-Unis, 15 621 exemplaires au Royaume-Uni et 5 100 exemplaires en France.
| Classement (2014)                         | Meilleure place |
| ----------------------------------------- | --------------- |
| Allemagne (Media Control AG)              | 2               |
| Australie (ARIA)                          | 2               |
| Autriche (Ö3 Austria Top 40)              | 5               |
| Belgique (Flandre Ultratop)               | 26              |
| Belgique (Wallonie Ultratop)              | 11              |
| Canada (Canadian Albums Chart)            | 4               |
| Danemark (Tracklisten)                    | 8               |
| Espagne (Promusicae)                      | 11              |
| États-Unis (Billboard 200)                | 10              |
| États-Unis (Billboard Hard Rock Albums)   | 1               |
| États-Unis (Billboard Independent Albums) | 3               |
| États-Unis (Billboard Top Rock Albums)    | 2               |
| Finlande (Suomen virallinen lista)        | 3               |
| France (SNEP)                             | 7               |
| Irlande (IRMA)                            | 2               |
| Italie (FIMI)                             | 3               |
| Japon (Oricon)                            | 18              |
| Norvège (VG-lista)                        | 13              |
| Nouvelle-Zélande (RIANZ)                  | 4               |
| Pays-Bas (Mega Album Top 100)             | 6               |
| Portugal (AFP)                            | 15              |
| Royaume-Uni (UK Albums Chart)             | 7               |
| Royaume-Uni (Rock & Metal Albums)         | 1               |
| Suède (Sverigetopplistan)                 | 1               |
| Suisse (Schweizer Hitparade)              | 1               |

## Certifications
| Pays              | Certification |
| ----------------- | ------------- |
| Royaume-Uni (BPI) | Argent        |

## Matériel utilisé en studio

### Instruments
Slash
Comme sur tous les albums depuis Appetite for Destruction, Slash utilise sa guitare préférée, une Les Paul '59 Replica "Kris Derrig", copie de Gibson Les Paul, pour l'ensemble des solos. Contrairement au précédent album Apocalyptic Love, ce n'est pas Myles Kennedy qui enregistra les guitares rythmiques mais Slash lui-même. Il utilisa un grand nombre d'instruments afin d'obtenir des sonorités différentes de sa Les Paul Derrig:
- Les Paul Replica Derrig #2
- Gibson Les Paul Joe Perry Signature '59
- Gibson Les Paul Goldtop '57 Reissue (monté avec des Seymour Alnico II single coil wire)
- Gibson Les Paul Custom
- Gibson les Paul Custom 1954 VOS
- Gibson ES-175
- Gibson ES-135
- Gibson Les Paul Junior 1958 Double Cutaway VOS (pour le slide)
- Gibson les Paul Junior
- Gibson Melody Maker
- Gibson Explorer
- Gibson Les Paul 12 cordes
- Gibson SG 12 cordes
- Epiphone Les Paul Baritone
- Fender Jaguar Baritone Special HH
- Fender pawn Shop basse 6 cordes
- Martin D18
- Collings CJ35
- Martin 12 cordes D12 Shenandoah

D'autres guitares sont aussi utilisées comme une Rickenbacker 12 cordes, deux autres Melody Makers, une ES-135 appartenant à Mike Baskette.
Todd Kerns
- Basses Music Man StingRay
- Basse Gibson Thunderbird
- Basse Fender Precision

Brent Fitz
Brent Fitz a enregistré toutes les pistes de l'album avec une batterie DW et des cymbales Sabian.

### Amplis
Slash utilise plusieurs amplis pour l'enregistrement des pistes solos et rythmiques de World on Fire:
- Marshall JCM 800
- Marshall JMP 100
- Marshall JMP 50
- Super Lead 100w (utilisé sur les sessions avec Bernard Fowler)
- HiWATT Custom 100w
- Orange Overdrive 120
- Mesa boogie
- Ampli Fender

## La pochette
La pochette de World on Fire est à l'origine une œuvre de Ron English, nommée Cerebral Celebration, peinte à l'huile sur toile en 2012. Qualifié par le peintre de "représentation de son imagination hyperactive", ce grand tableau est basé sur des études photographiques de modèles que English avait déjà créés. Slash raconte: "Pour la pochette, je pensais à quelque chose de chaotique, quelque chose d'animé. J'ai regardé les travaux de différents artistes que j’apprécie. Je suis Ron English sur Instagram et il fait pleins de trucs surprenants et farfelus, donc je l'ai contacté et je lui ai demandé s'il avait quoi que ce soit pour moi. Il m'a proposé cinq ou six choses. L'une d'entre elles, Road Story, était d'un gris bleuté, et une autre nommée Cerebral Celebration avait une couleur rouge ardent. Les deux étaient similaires, mais World on Fire et Cerebral Celebration semblaient être liés et c'était comme magique."
La tableau représente un monde chaotique, très coloré. On y retrouve certains personnages de la série télévisée Les Simpson, un smiley, un char McDonald's, de nombreux animaux, une représentation de Dieu d'après le tableau La Création d'Adam de Michel Ange, ou encore une tête de bébé.
L'œuvre originale a cependant subit quelques modifications pour devenir la pochette de l'album. Une partie du tableau a été rognée afin d'obtenir le format carré standard des pochettes d'albums. Le célèbre chapeau haut-de-forme de Slash a été ajouté au smiley en haut à gauche, et l’écriteau "McDonald's" remplacé par les lettres "SMK&C" (pour Slash featuring Myles Kennedy & the Conspirators). Enfin, le nom du groupe y occupe toute la partie centrale.

## Tournées

### Let Rock RuleTour (Été 2014)
Slash entame une série de 29 concerts en Amérique du Nord et au Canada pour une période de deux mois entre juillet et août 2014, en première partie de la tournée Let Rock Rule de Aerosmith. Slash est accompagné par Myles Kennedy et les Conspirators, incluant Frank Sidoris (guitariste rythmique de Slash en tournée). Le groupe apparaît en tête d'affiche sur certaines dates.
Comme à son habitude, le groupe joue des chansons issues des deux albums solos de Slash (Back from Cali, Standing in the Sun, Apocalyptic Love, No More Heroes...) mais aussi des titres de Guns N' Roses (Paradise City, Sweet Child O' Mine...) et Velvet Revolver (Slither). Lors de cette tournée sont jouées pour la première fois World on Fire, 30 Years to Life, Stone Blind.
Un jour avant la sortie américaine de l'album (15 septembre 2014), le groupe joue dans un club privé de New York et interprète pour la première fois Bent to Fly. Le show est retransmis sur la radio satellite américaine Sirius XM Octane.

### Concerts de lancement sur Sunset Strip
Pour fêter le lancement du nouvel album World on Fire, Slash et les Conspirators donnent trois concerts sur Sunset Boulevard à Los Angeles, en collaboration avec Guitar Center:
- The Troubadour (23 septembre 2014)
- The Roxy (25 septembre 2014)
- Whisky A Go Go (26 septembre 2014)

Le show du Roxy est enregistré en 4K et diffusé sur Audience TV, chaîne de télévision américaine, le 7 novembre 2014. Les marques de guitares Epiphone et Gibson sont sponsors de l'événement. Wicked Stone et Automatic Overdrive sont jouées pour la première fois. Le concert est ensuite publié en album sous le titre Live at The Roxy 25.9.14.

### World on FireTour (2014/2015)
Le 27 mai 2014, Slash annonce les dates de la tournée européenne en même temps que la date de sortie de l'album. Le groupe passe par l'irlande, la France (2 dates), la Suisse, l'Italie (2 dates), l'Autriche, la Pologne, l'Allemagne (2 dates), les Pays-Bas, la Belgique, le Royaume-Uni (5 dates) et l'Islande pour un total de 18 concerts, entre le 10 novembre et le 6 décembre 2014. Alors qu'un unique concert est prévu en France (au Zénith de Paris) pour le 12 novembre 2014, Slash informe ses fans le 27 juin qu'un second show sera donné le 13 novembre. La formation du groupe est la même que sur la tournée précédente, à savoir: Slash, Myles Kennedy, Todd Kerns, Brent Fitz et Frank Sidoris.
Quelques semaines avant le début de la tournée, Slash et les Conspirators commencent les répétitions. Le guitariste annonce que de nouvelles chansons vont être jouées.
Les shows, d'environ deux heures chacun, permettent au groupe de jouer une vingtaine de titres parmi une base de 27 morceaux. Certaines chansons comme Anastasia, Paradise City, Dr Alibi ou encore World on Fire sont interprétées sur toutes les dates. Beneath The Savage Sun, Avalon, Shadow Life, Withered Delilah, Too Far Gone, tirées du nouvel album World on Fire, sont jouées en exclusivité durant la tournée européenne. Le deuxième show à Paris (13 novembre 2014) inclut une version de Rocket Queen de 28 minutes.
Le groupe poursuit le World on Fire Tour en passant par la Nouvelle-Zélande (2 dates) et l'Australie (4 dates) entre le 17 février et le 1er mars 2015, puis l'Amérique du Sud en mars 2015 (Argentine, Équateur, Brésil, Pérou) où Gilby Clarke assure la première partie.